# Bélgica en los Juegos Olímpicos de Pekín 2022
Bélgica estuvo representada en los Juegos Olímpicos de Pekín 2022 por un total de 19 deportistas que competirán en 9 deportes. Responsable del equipo olímpico es el Comité Olímpico e Interfederal Belga, así como las federaciones deportivas nacionales de cada deporte con participación.
Los portadores de la bandera en la ceremonia de apertura fueron el esquiador alpino Armand Marchant y la patinadora artística Loena Hendrickx.

## Medallistas
El equipo olímpico belga obtuvo las siguientes medallas:
| Nombre       | Deporte                              | Competición       |
| ------------ | ------------------------------------ | ----------------- |
| Oro          |                                      |                   |
| Bart Swings  | Patinaje de velocidad                | Salida en grupo M |
| Plata        |                                      |                   |
| —            |                                      |                   |
| Bronce       |                                      |                   |
| Hanne Desmet | Patinaje de velocidad en pista corta | 1000 m F          |